# Девичья фамилия
Девичья фамилия — фамилия урождённая, добрачная фамилия, до замужества, в девичестве. Фамилия, которую человек носил до вступления в брак. Часто именно женщины меняют свои фамилии после замужества, однако в некоторых случаях это делают и мужчины.
При несовпадении с фамилией в браке девичья фамилия в некоторых документах может указываться в скобках либо с пометкой «урождённая».

## В российском законодательстве
Федеральный закон «Об актах гражданского состояния»:
Статья 28. Порядок записи фамилий супругов при государственной регистрации заключения брака
1. При государственной регистрации заключения брака супругам в записи акта о заключении брака по выбору супругов записывается общая фамилия супругов или добрачная фамилия каждого из супругов.
2. В качестве общей фамилии супругов может быть записана фамилия одного из супругов или, если иное не предусмотрено законом субъекта Российской Федерации, фамилия, образованная посредством присоединения фамилии жены к фамилии мужа. Общая фамилия супругов может состоять не более чем из двух фамилий, соединенных при написании дефисом.

Статья 36. Сохранение или изменение фамилий супругами после расторжения брака
1. Супруг, изменивший свою фамилию при вступлении в брак на другую, вправе и после расторжения брака сохранить данную фамилию, или по его желанию при государственной регистрации расторжения брака ему присваивается добрачная фамилия.

## Использование
Девичья фамилия матери часто используется как кодовое слово для идентификации пользователя на интернет-сайтах в случае утери пароля, а также при телефонных обращениях.

## В искусстве
Литература:
- Румянцева М. Девичья фамилия: стихи. — М.: Молодая гвардия, 1964. — 77 с.
- Хакамада И. Девичья фамилия. — М.: Подкова, 1999. — 392 с. — ISBN 5-89517-071-4.
- Устинова Т. Развод и девичья фамилия: роман. — М.: Эксмо, 2002. — 379 с.

Кино:
- 2005 — Сериал Развод и девичья фамилия (режиссёр Андрей Праченко)[3].